# Cacosternum nanum
Cacosternum nanum is een kikkersoort uit de familie van de Pyxicephalidae. De soort werd voor het eerst wetenschappelijk beschreven door George Albert Boulenger in 1887. In hetzelfde artikel beschreef Boulenger het nieuwe geslacht Cacosternum.
Het is een van de meest voorkomende kikkersoorten in Zuid-Afrika en Swaziland. Ze leven in uiteenlopende habitats in gebieden met relatief hoge neerslag, van de savanne tot in stedelijke gebieden. De lichaamslengte is ongeveer 19 mm.